# Dragonlance
Dragonlance  é um universo compartilhado criado por Laura e Tracy Hickman, e ampliado por Tracy Hickman e Margaret Weis sob a direção da TSR, Inc. em uma série de populares crônicas de alta fantasia. Os Hickmans criaram Dragonlance enquanto dirigiam a caminho da TSR onde iriam se candidatar a um emprego. Na TSR, Tracy conheceu Margaret Weis, sua futura parceira de escritura, e eles reuniram um grupo de companheiros para jogar o nova versão do RPG Dungeons & Dragons. As aventuras ocorridas durante aquele jogo inspiraram uma série de módulos de jogos, crônicas e produtos como jogos de tabuleiro e miniaturas de personagens.
Em 1984, a TSR publicou a primeira crônica de Dragonlance, Dragões do Crepúsculo do Outono. Esta inicia a trilogia das crônicas, um elemento central do mundo de Dragonlance. Enquanto o time de autores Tracy Hickman e Margaret Weis desenvolvia as principais características dos elementos dos livros, vários outros escritores contribuíam com crônicas e pequenas histórias. Mais de 190 crônicas usaram as configurações de Dragonlance e tem sido um material suplementar às campanhas de D&D por mais de uma década. Em 1997, Wizards of the Coast comprou a TSR, e autorizou a Sovereign Press, Inc. em 2001 a produzir materiais de jogos de Dragonlance (este acordo de produção expirou em 2007).
O mundo ficcional de Dragonlance: Krynn contem vários personagens, uma extensa linha do tempo e uma detalhada topologia. A história de Krynn é composta por cinco eras. As crônicas e jogos relacionados estão situados principalmente na quarta era, A Era do Desespero. Desde Fevereiro de 2009, a quinta era, A Era dos Mortais, tem sido utilizada. Os Heróis da Lança, criados por Weis e Hickman, são os populares protagonistas da trilogia. Juntamente ao mundo D&D de Forgotten Realms, Dragonlance é um dos mais populares universos compartilhados em ficção.

## Dragões do Crepúsculo do Outono
| Título Original: Dragons of Autumn Twilight Autores: Margaret Weis e Tracy Hickman Em Dragões do Crepúsculo do Outono (doravante DCO) conhecemos o mundo de Krynn, que fora abandonado pelos deuses e sofreu um terrível Cataclismo que quase destruiu o mundo. Nesta terra sem esperança surgem os terríveis Dragonianos, seres forjados por terríveis rituais mágicos, cuja forma é uma mistura horrenda de humano e dragão. Os Dragonianos são liderados pelos poderosos Senhores Dracônicos, representantes da Rainha das Trevas. Neste clima de guerra e terror conhecemos um grupo de aventureiros que se reencontra após cinco anos separados. Os aventureiros se encontram na Estalagem Derradeiro Lar em Solace, uma cidade construída na copa das árvores. O destino faz com que um casal de bárbaros das planícies entrem no caminho dos aventureiros enquanto estavam em fuga, caçados por um esquadrão de Dragonianos. Ao ajudarem o casal o grupo de aventureiros acaba em uma jornada que poderá acabar com a guerra contra a Rainha das Trevas e seus Senhores Dracônicos. |